# Carlos Ribeiro (radialista)
Carlos Ribeiro (Lisboa, 21 de outubro de 1950) é um locutor de rádio e apresentador de televisão português.
Estreou-se aos dezanove anos na Rádio Universidade, em Lisboa. Foi para Angola, tendo trabalhado durante dois anos na Rádio Clube do Bié.
Regressou a Portugal em 1975, tendo acumulado as funções de animador da Rádio Renascença, como as de jornalista da Informação 2 da Rádio e Televisão de Portugal (RTP). Sai da informação em 1982.
Na RTP apresentou programas como Bom Dia Portugal, Fruta ou Chocolate, Jornalinho, Sobe e Desce, Arco-Íris, entre outros. Na Rádio Comercial conduziu programas como O Clube Estéreo e Café com Leite.
De 1994 a novembro de 1999 apresentou o programa Made in Portugal na RTP. Posteriormente na TVI, apresentou programas como Tic-Tac Milionário, Cocktail Nacional e Ilha da Tentação. O programa Há Festa no Hospital, emitido pela TVI, contou igualmente com a apresentação deste comunicador. Em setembro de 2002, na TVI é convidado a integrar o programa A Vida É Bela e posteriormente Levem Tudo Menos a Casa. Em 2004, substituiu Iva Domingues na apresentação do concurso  Quem Quer Ganha. Na Sociedade Independente de Comunicação (SIC) substituiu Fátima Lopes no programa da manhã Fátima, ao lado de Merche Romero.
Apresentou ainda programas na Rádio Metropolitana e Rádio Nacional, antes de ingressar na Romântica FM. Os quarenta anos de carreira de Carlos Ribeiro foram celebrados em maio de 2013.
Regressou à televisão em 2020, para apresentar o programa Somos Portugal na TVI durante os meses de julho e agosto.